# 排水桝

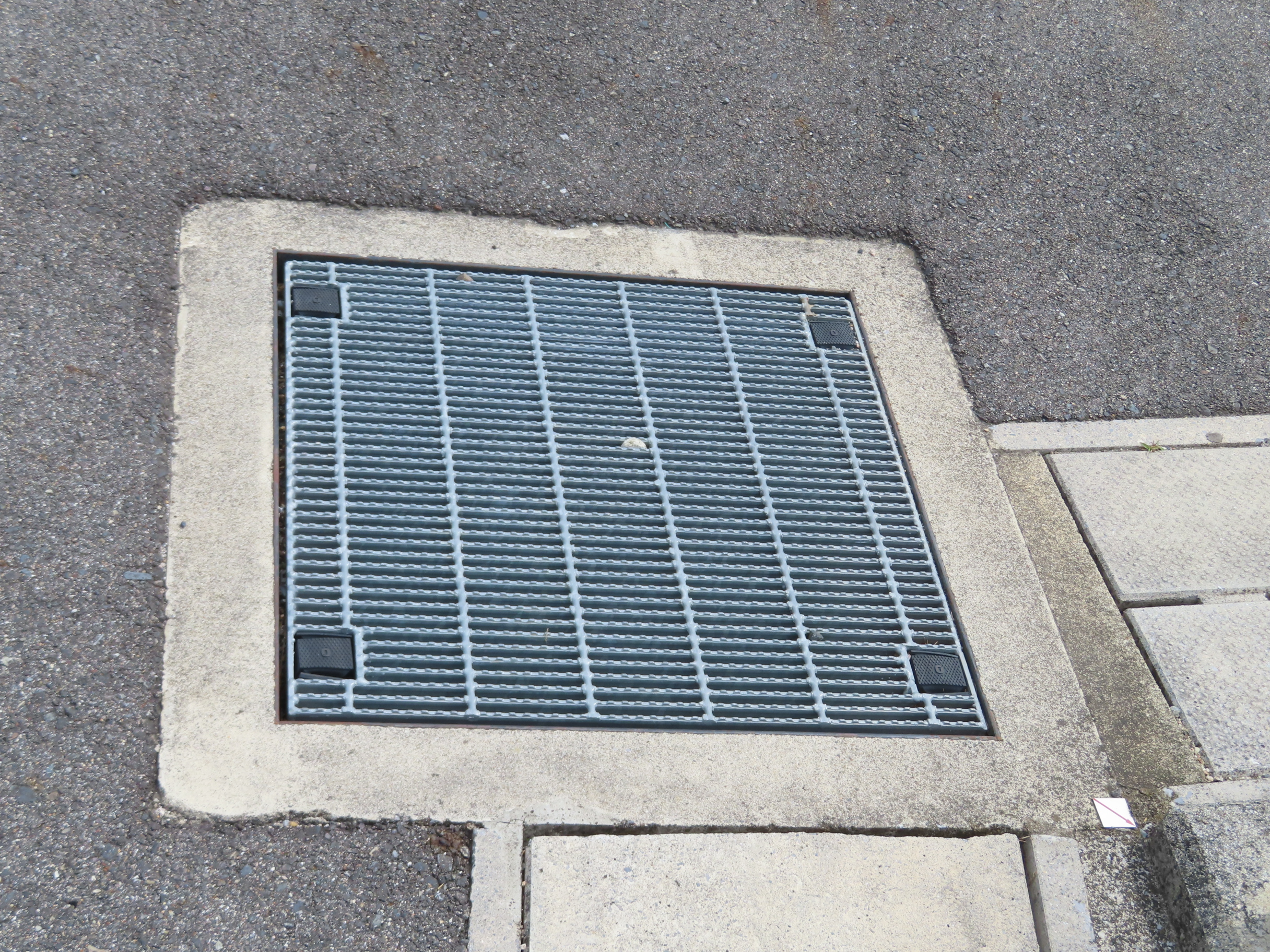
コンクリート製排水桝の一例

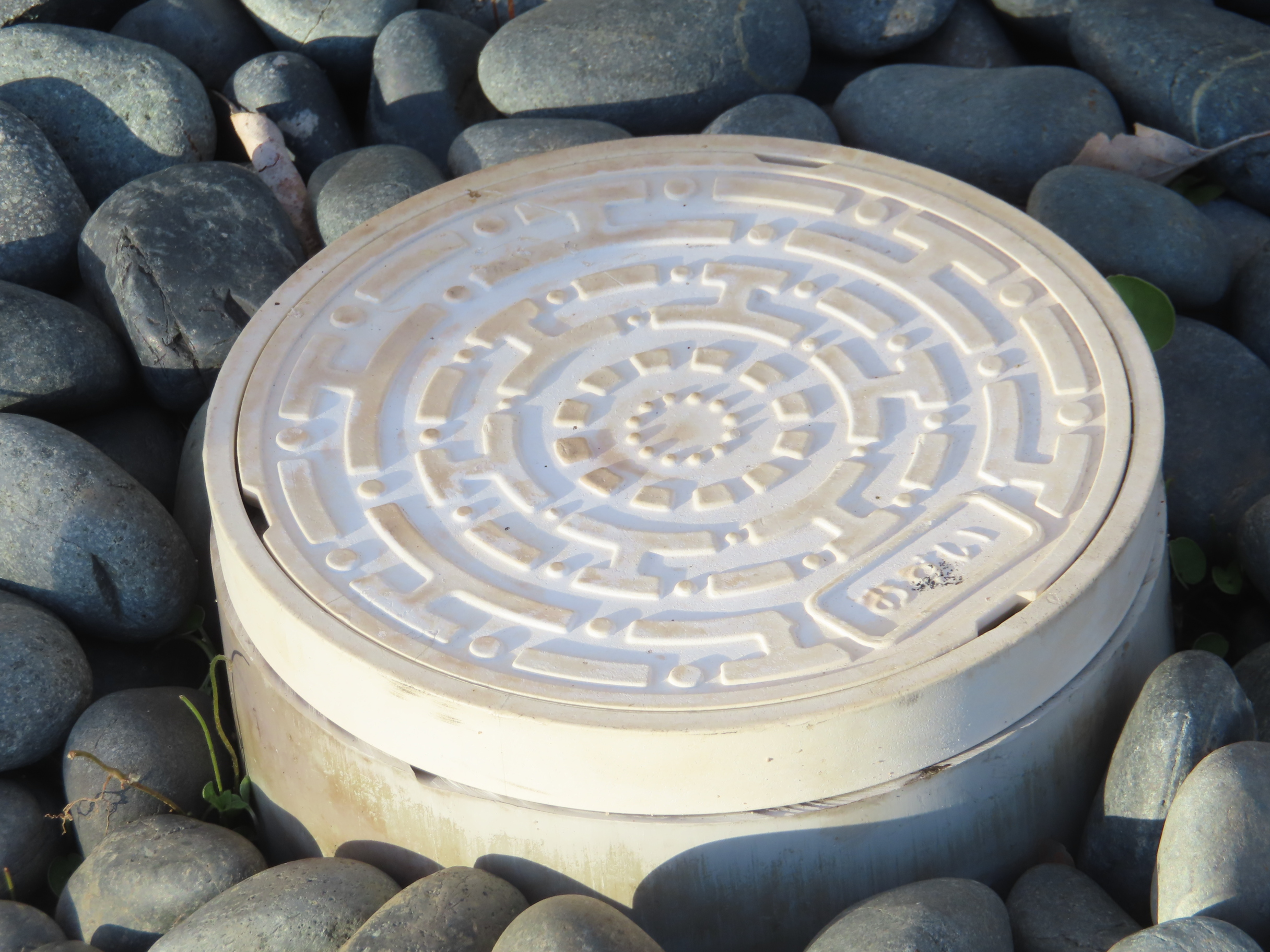
樹脂製の排水桝の一例

排水桝（はいすいます）とは、排水管に設けられる桝（ます）のことである。「桝」と称することもある。

## 概要
排水桝は住宅や道路などで発生した排水を一時的に貯留させ、泥やゴミなどの不純物を除去して排水管や側溝が詰まらないようにする。雨水を集めるために用いられる排水桝（雨水桝）を集水桝と呼ぶ。形状は四角柱や円柱のものがある。

## 設置場所

### 道路
道路上で排水桝を設ける場所は以下の場所が考えられる。
- 側溝を流れる水を集水して最終的に排水したい場所
- 側溝どうしを接続する場合（角度が違う側溝を接続など）や別構造の水路（排水管など）と接続したい場合

一般に設置間隔は20 - 30 mで、縦断勾配が小さい道路では20 m程度とされている。縦断勾配で谷部となる区間では谷の最低部に必ず1ヶ所以上設け、その前後に3 - 5 m離れて1ヶ所ずつ配置するのが望ましい。交差点、分岐点や縦横断曲線がかみ合う場所では路面の形が不規則で排水上の不都合が起きやすいが、路面の等高線（コンター図）を作って自動車の走行に支障が生じないか確認しなければならない。また、横断歩道内には原則設置しない。

### 橋梁
道路橋に排水桝を設ける場合は一般に20 m以下の間隔で設置する。勾配の関係で橋面にできる凹部の最低部に必ず排水桝を設け、その付近では3 - 10 m程度の間隔で排水桝を設置する。また、伸縮装置の近くには排水桝を設け、伸縮装置への雨水の浸入を極力少なくするなど配慮するのが望ましい。

### 敷地
住宅等の敷地内で排水桝を設置する場所としては以下の場所が挙げられる。
- 排水管の起点・屈曲点（45度を超える角度で方向転換する場所）・合流点
- 直線部では上流側の排水桝から30 m以内、管径の120倍以下の場所
- 排水管の径・管種・勾配が変化する場所
- 大きな高低差を設ける場所
- 敷地内の排水管の最終地点で、公共桝に排水管1本でまとめる場所

なお、2本以上の排水管を1本にまとめる排水桝は会所桝と呼ばれる。
排水桝の設置場所によって宅内桝（住宅の敷地内の要所に設けられるもの）と公共桝（敷地内の排水管から下水道との接続点に設けられるもの。最終桝・公設桝・取付桝とも）と呼称される。
排水桝の蓋の外観を良くするため、周囲の床仕上げと同様にできる化粧桝が設置されることがある。

## 構造
用途によって求められる構造が異なる。
汚水・雑排水に用いられる排水桝は頂部は防臭用にマンホール蓋を設け、底部の半円形状の勾配を設けたインバート桝とする。
雨水用は防臭が必要ないので、頂部はグレーチングを使用しても問題ない。この雨水用の桝では一般には150 mm以上の泥溜めを確保し、それ以上に泥やゴミが溜まると排水管に泥が流入するため定期的な掃除が必要となる（これを泥溜め桝と呼ぶ）。ゴミかごを設けることでゴミや落ち葉の流入を防ぐこともできる。
雨水管やトラップ機能のない器具からの排水を下水道に接続する時には下水ガスなどの臭気が侵入しないようにトラップを設けたトラップ桝を用いる。

### 道路上の排水桝
道路上に用いられる排水桝は街渠桝と縁石桝に分類される。
街渠桝は側溝を分断する形で落下口を設けた桝で、蓋の種類も多様であらゆる縦断勾配の道路に対応できる。
縁石桝は縁石に水流の落下口を有するもので、落下口が路面には現れない。ただし、処理できる水量も側溝桝より小さく、適用できる縦断勾配も限られる。

## 材質
排水桝本体の材質はコンクリート製や樹脂製がある。
コンクリート製のものは一般的には鉄筋を有さない無筋コンクリートとなることが多いが、大きさや使用条件によって有筋になる。桝の蓋は鋼製格子型（グレーチング）のものも用いられる。
樹脂製のものは硬質塩化ビニル、ポリプロピレン、再生プラスチックなどの材質のもの。桝の呼び径は150-350 mmのものがあり、水密性に優れ軽量で破損しづらい特長がある。
桝の蓋も塩ビ製・鋳鉄製・ステンレス製などがあり、設置場所によって使い分けられる。

## 製作・施工

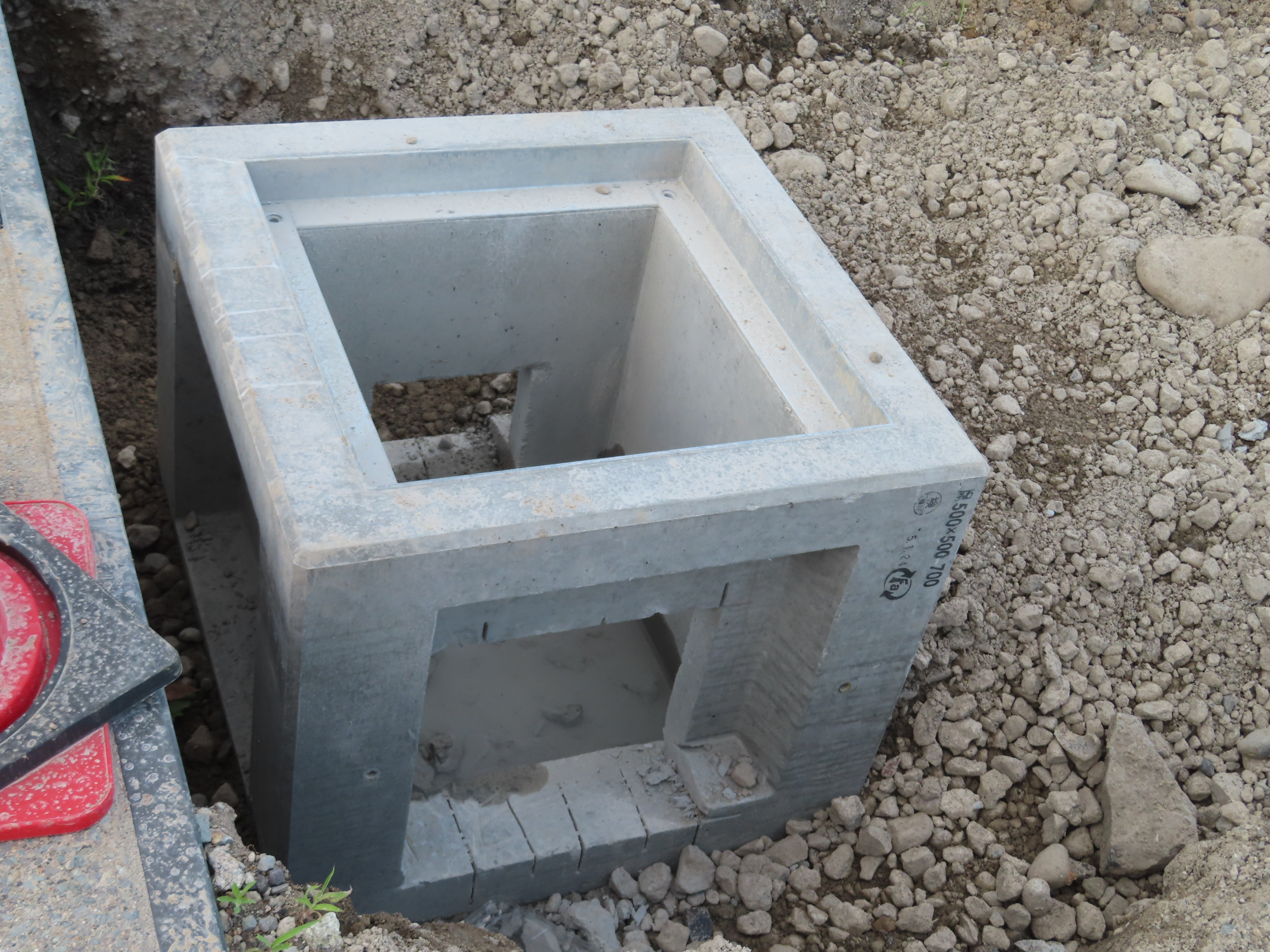
設置工事途中のプレキャストコンクリート製排水桝

コンクリート製の排水桝は一般的には現場で製作される。水路として用いる開口や蓋を設けるための凹部も設ける必要があり、製作には熟練に技術を要する。特に桝蓋はばたつきのないように設置しなければならず、受枠と蓋の間にひずみなどがあれば平坦になるよう修正する。ここで無理に押し込むと受枠や蓋の破損を招くのみならず、維持管理する上でも作業性を損なうため要注意である。
施工に先立ち地盤をランマーなどにより十分転圧する。設計図面で指定された寸法に従い木型を組み立て、生コンクリートを打設して作成する。順序ははじめに底版を打設し硬化した後、側壁の打設を行う。設置予定場所で木型を組み立てることが困難な場合は別の場所で予め作ってから現場に据え付ける（この方法は「陸打ち」と呼ばれる）。
塩ビ製のものは掘削・敷砂後に排水桝を設置し、排水管・立上り管を取り付けてから蓋をして埋め戻す。

## 維持・管理
排水桝の清掃は、排水機能を良好のまま維持するほか、公共用水域の汚濁など保健衛生上の問題を防ぐためにも必要である。そのほか、豪雨や台風によって排水桝に流入する水量が一時的に増大するため、雨期や台風期の前後に計画的な清掃活動を行うのが望ましい。一般に、道路上の排水桝ならば年1回以上の定期的な清掃が望ましい。